# Euphorbia polygonifolia
Euphorbia polygonifolia är en törelväxtart som beskrevs av Carl von Linné. Euphorbia polygonifolia ingår i släktet törlar, och familjen törelväxter. Inga underarter finns listade i Catalogue of Life.